# トリオースリン酸イソメラーゼ
トリオースリン酸イソメラーゼ(Triosephosphate isomerase、EC 5.3.1.1)またはTPI、TIMは、トリオースリン酸の異性体であるジヒドロキシアセトンリン酸(DHAP)とD-グリセルアルデヒド-3-リン酸(GAP)の間の可逆的な相互変換を触媒する酵素である。
TPIは、解糖系において重要な役割を果たし、エネルギーの生産に不可欠である。TPIは、ほ乳類や昆虫のような動物から、菌類、植物、細菌に至るまで、ほぼ全ての生物で見られる。しかし、ウレアプラスマ属等の解糖系を持たないいくつかの細菌はTPIを持たない。
ヒトでは、TPIの欠損は、トリオースリン酸イソメラーゼ欠損症と呼ばれる進行性の重篤な神経障害と関連がある。トリオースリン酸イソメラーゼ欠損症は、慢性の溶血性貧血が特徴である。この病気を引き起こす様々な突然変異があるが、そのほとんどで104番残基のグルタミン酸がアスパラギン酸に変異している。
TPIは非常に効率のよい酵素であり、水溶液中で自然に起こるのと比べ、数十億倍も反応を速める。反応が非常に効率的であるため、「完全触媒」と呼ばれる。基質が拡散により酵素の活性中心に入り、出ていく速度にのみ速度が制限される。

## メカニズム
中間体として「エンジオール」を形成する。遷移状態を含めたそれぞれの段階の自由エネルギーの変化は、下の図のようになっている。
TPIの構造は、DHAPとGAPの変換を促進する。165番残基の求核的なグルタミン酸が基質を脱プロトン化し、求電子的な95番残基のヒスチジンが陽子を供給してエンジオール中間体を形成させる。脱プロトン化されるとエンジオールは分解し、プロトン化された165番のグルタミン酸から陽子を取り込んで、GAPを形成する。逆反応の触媒も相同のメカニズムであり、同じエンジオールを形成する。
TPIは、拡散律速である。熱力学には、DHAPの形成はGAPの形成よりも20倍も起こりやすい。しかし解糖系では、代謝の次の段階でのGAPの消費はその生成の方向へ反応を進ませる。TPIは、活性中心と結合してしまう硫酸、リン酸、ヒ酸のイオンによって阻害される。その他の阻害剤には、遷移状態アナログである2-ホスホグリセリン酸や基質アナログであるD-グリセロール1-リン酸がある。

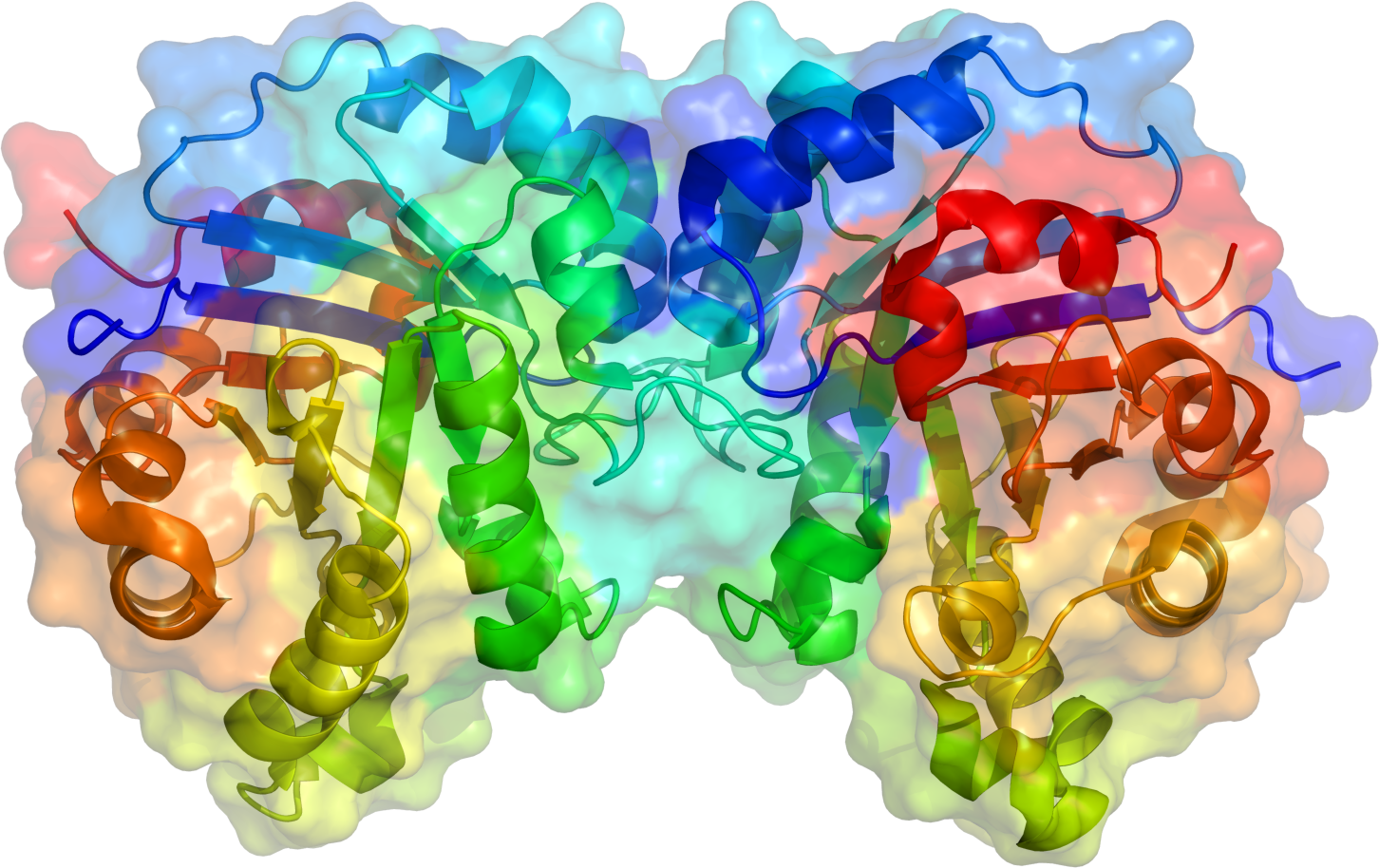
横から見たTPI二量体

## 構造
TPIは相同サブユニットの二量体で、それぞれは約250アミノ酸残基からできている。サブユニットの三次元構造は、外側に8つのαヘリックス、内側に8つの平行βシートである。右図では、それぞれのサブユニットの背骨を表す帯は、N末端からC末端の方に青色から赤色で着色されている。この構造のモチーフはαβバレルまたはTIMバレルと呼ばれ、タンパク質のフォールディングでは、非常によく見られるものである。活性中心は、バレルの中心にある。グルタミン酸とヒスチジンの残基は、触媒に関わっている。活性部位付近の配列は、既知の全てのTPIで保存されている。
TPIは、その構造が機能を助けている。エンジオールを形成するのに正確な場所にグルタミン酸とヒスチジンの残基が配置されているのに加え、10または11のアミノ酸鎖が中間体を安定させるためのループとして働く。166番から176番の残基で構成されるこのループは、基質のリン酸基に水素結合を形成する。この反応はエンジオール中間体や反応過程のその他の遷移状態を安定化させる。
反応を速度論的に可能にすることに加え、TPIのループは反応しやすいエンジオール中間体がメチルグリオキサルと無機リン酸に分解されるのを防ぐために隔離する。酵素と基質のリン酸基の間の水素結合は、そのような分解を立体電子的に不利にする。メチルグリオキサルは毒性があるため、もし形成された場合には、グリオキサラーゼシステムによって取り除かれる。
活性部位に近い12番残基のリシンも、酵素の機能に不可欠であることが示唆されている。生理的pHでプロトン化されるリシンは、リン酸基の負電荷を中和するのを助ける。このリシンが中性アミノ酸に変異すると、TPIは全ての機能を失うが、他の正電荷を持つアミノ酸に変異した場合は、一部の機能が保たれる。